# Aspidodiadema montanum
Aspidodiadema montanum is een zee-egel uit de familie Aspidodiadematidae.
De wetenschappelijke naam van de soort werd in 1981 gepubliceerd door Alexander Mironov.